# حمام و بازار ابراهیم خان
مجموعه ابراهیم خان در ضلع شمالی مجموعه گنجعلیخان و در جوار میدان گنجعلیخان واقع گردیده‌است. بانی آن ابراهیم خان ظهیرالدوله حاکم کرمان در زمان فتح علیشاه قاجار است و در سال ۱۲۳۱ ه‍.ق بنا شده‌است. این مجموعه شامل: مدرسه، حمام، بازار ،کاروانسرا و آب انبار است. مساحت مجموعه قریب ۴۵۰۰ مترمربع است.

## حمام
حمام ابراهیم خان از دیگر بخش‌های مجموعهٔ ابراهیم خان در کرمان است که سردر آن در کنج جنوب غربی فضای باز وسط بازار قیصریه قرار دارد. سازندگان این حمام آن را همانند دیگر حمام‌های قدیمی در مکانی پایین‌تر از سطح زمین احداث کرده‌اند تا با این روش، آبرسانی بهتر صورت گرفته و گرمای داخل حمام نیز تا حد قابل توجهی حفظ شود. در این حمام تزئینات کاشی‌کاری از نوع خشتی هفت‌رنگ کار شده‌است که در سردر حمام می‌توان آن‌ها را مشاهده کرد. همچنین طاق حمام نیز به هنر مقرنس‌کاری مزین شده‌است. با طی کردن راهرویی زاویه‌دار می‌توان به بخش رخت‌کن حمام رفت که دارای یک گنبد مرکزی، ایوان‌های جانبی و در مرکز نیز حوض آب قرار گرفته‌است. این حوض آب نه تنها به زیبایی فضای داخل حمام افزوده‌است، بلکه نقش پررنگی در بازتاب نور به درون رختک‌کن ایفا می‌کند. تزئینات مقرنس کاری از عمده تزئیناتی است که در ستون‌های سنگی که سقف‌های حمام بر آن‌ها قرار گرفته‌است، مشاهده می‌شود. گرمخانه از دیگر قسمت‌های حمام است که برای رسیدن به آن باید راهرویی طویل و زاویه‌دار را طی کرد.
از ویژگی‌های حمام می‌توان به شکل راهروهای آن اشاره کرد که برای سه اصل محرمیت، جلوگیری از در دید بودن فضای داخلی حمام و نیز ممانعت از خارج شدن هوای گرم، اینگونه ساخته شده‌است. رخت‌کن دارای سقفی تقریباً کوتاه است که آن را روی ستون‌های سنگی قرار داده‌اند. جالب است بدانید که در قسمت رختکن سازنده بخشی به عنوان اعیان و اشراف بنا کرده‌است. حجاری‌های تماشایی و نیز تزئینات زیبا با کاشی‌های خشتی هفت‌رنگ در بخش گرم‌خانه انجام شده‌است. نور گرم‌خانه از طریق سقف این بخش از حمام تأمین می‌شود. همچنین بهره‌مندی از تزئینات زیبا و تماشایی و البته خاص سقف رختکن، از دیگر خصوصیات قابل توجه در حمام ابراهیم‌خان به‌شمار می‌رود.

## بازار (قیصریه زرگری)
بازار مجموعهٔ ابراهیم خان به قیصریهٔ زرگری نیز شناخته می‌شود. این قسمت از مجموعه ابراهیم خان در ضلع شرقی مدرسه و حمام ساخته شده و خوشبختانه کاربری این بخش نیز همانند مدرسه همچنان حفظ شده‌است. این قسمت از مجموعه نیز همانند دیگر بخش‌ها تاثیر گرفته از معماری عصر صفویه ساخته شده و کل سقف‌های آن به همت استادان سازنده کادربندی شده‌است. این بازارچه دارای ۴۷ باب مغازه و طولی نزدیک به صد متر است که فضای بازار قیصریه در حد فاصل آن ایجاد شده و ورودی به آب‌انبار، حمام و مدرسه نیز در این بخش قرار دارد.
قیصریه زرگری یک راسته متقاطع عمود بر بازار کلاه مالی و به موازات بازار کفاش‌ها است.

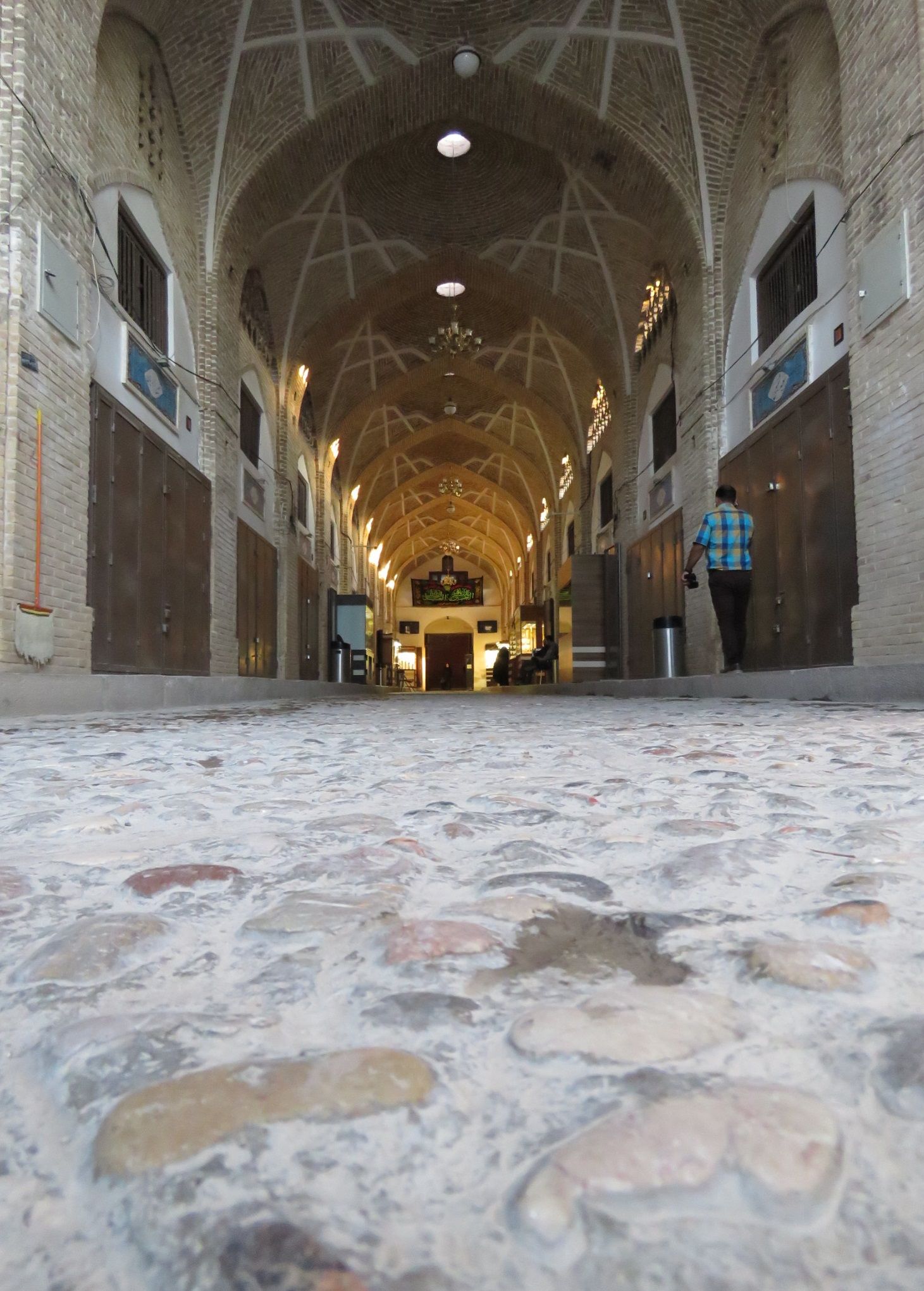
بازار ابراهیم خان

## نگارخانه

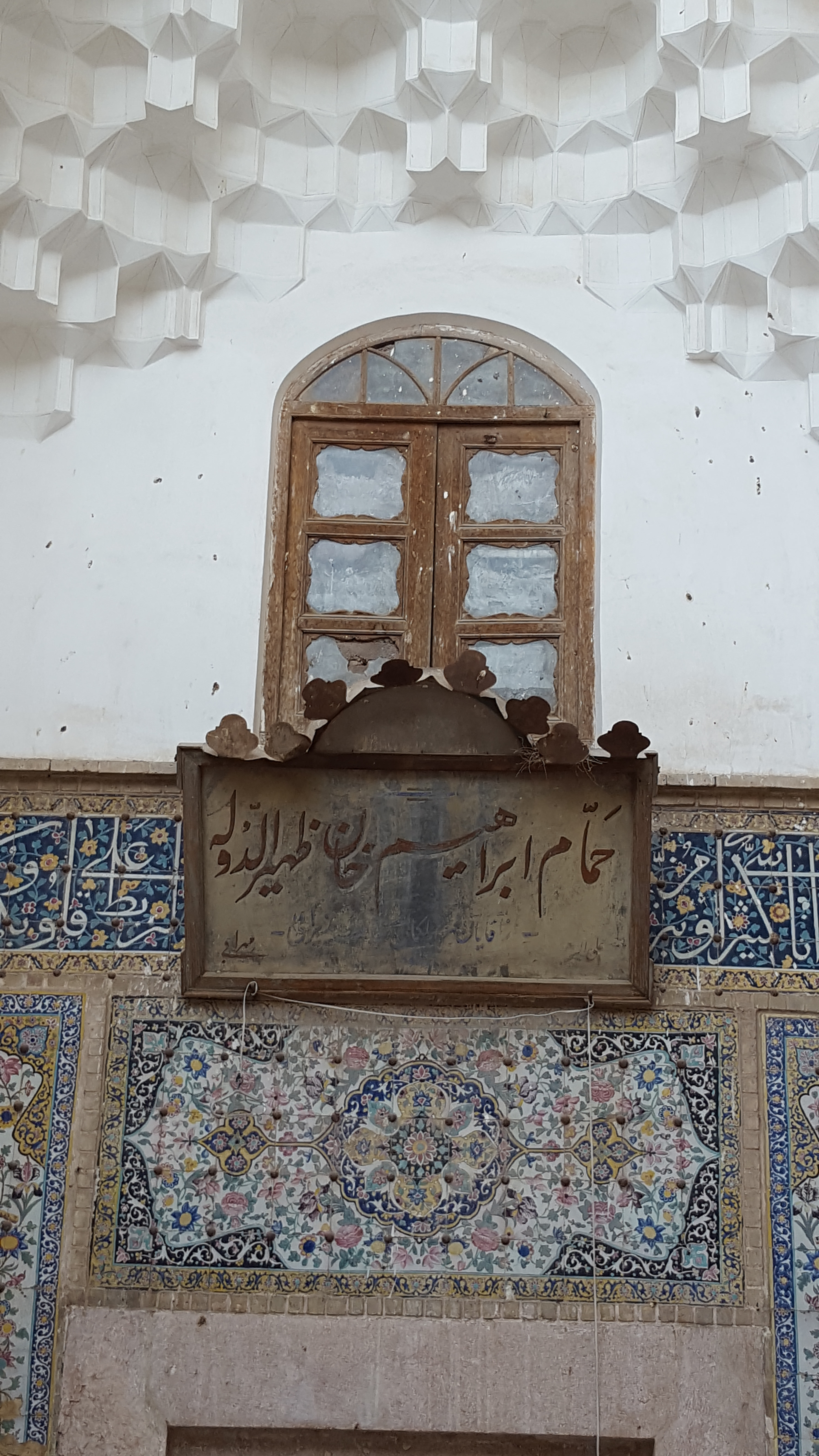
ورودی حمام
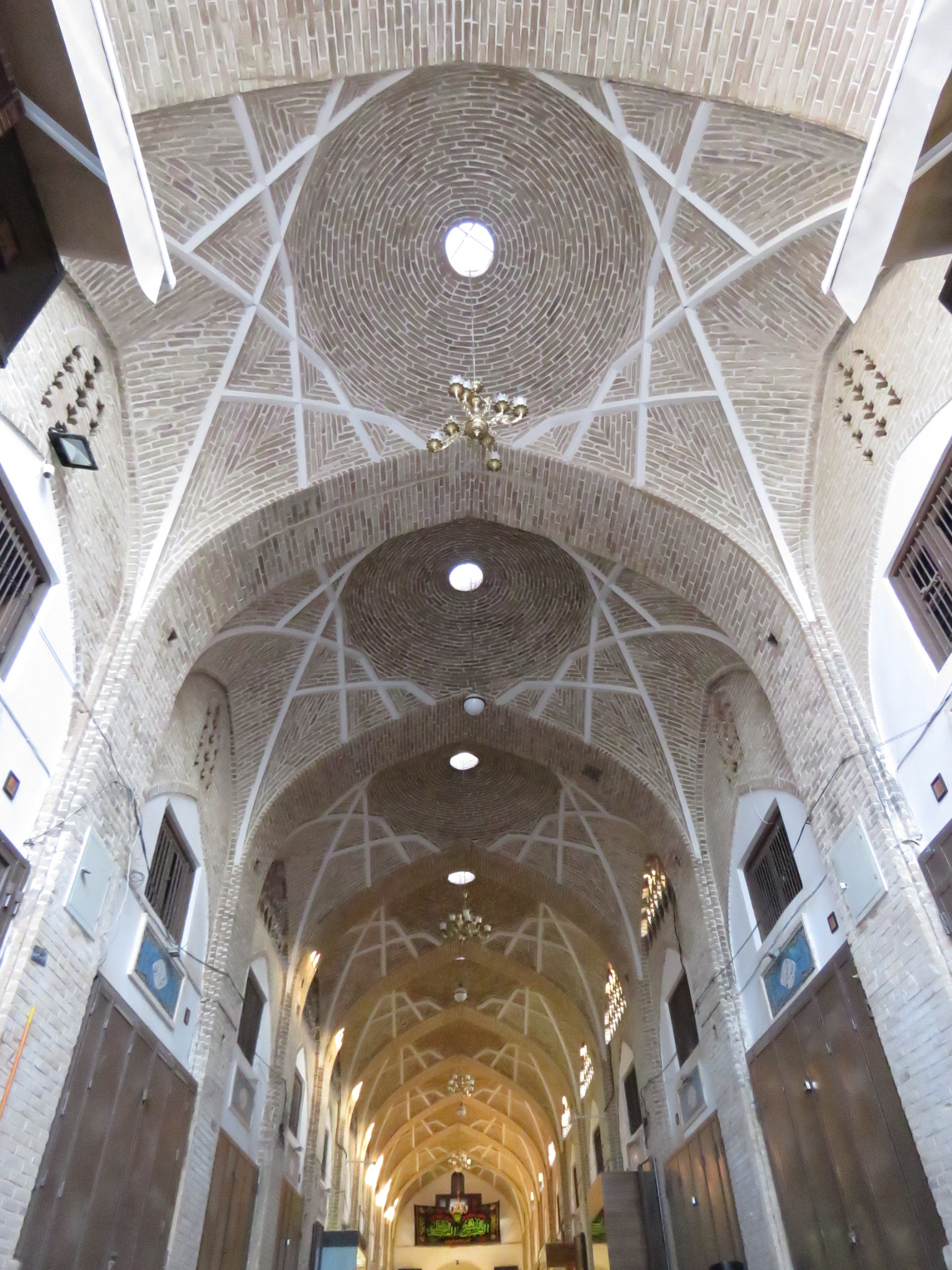
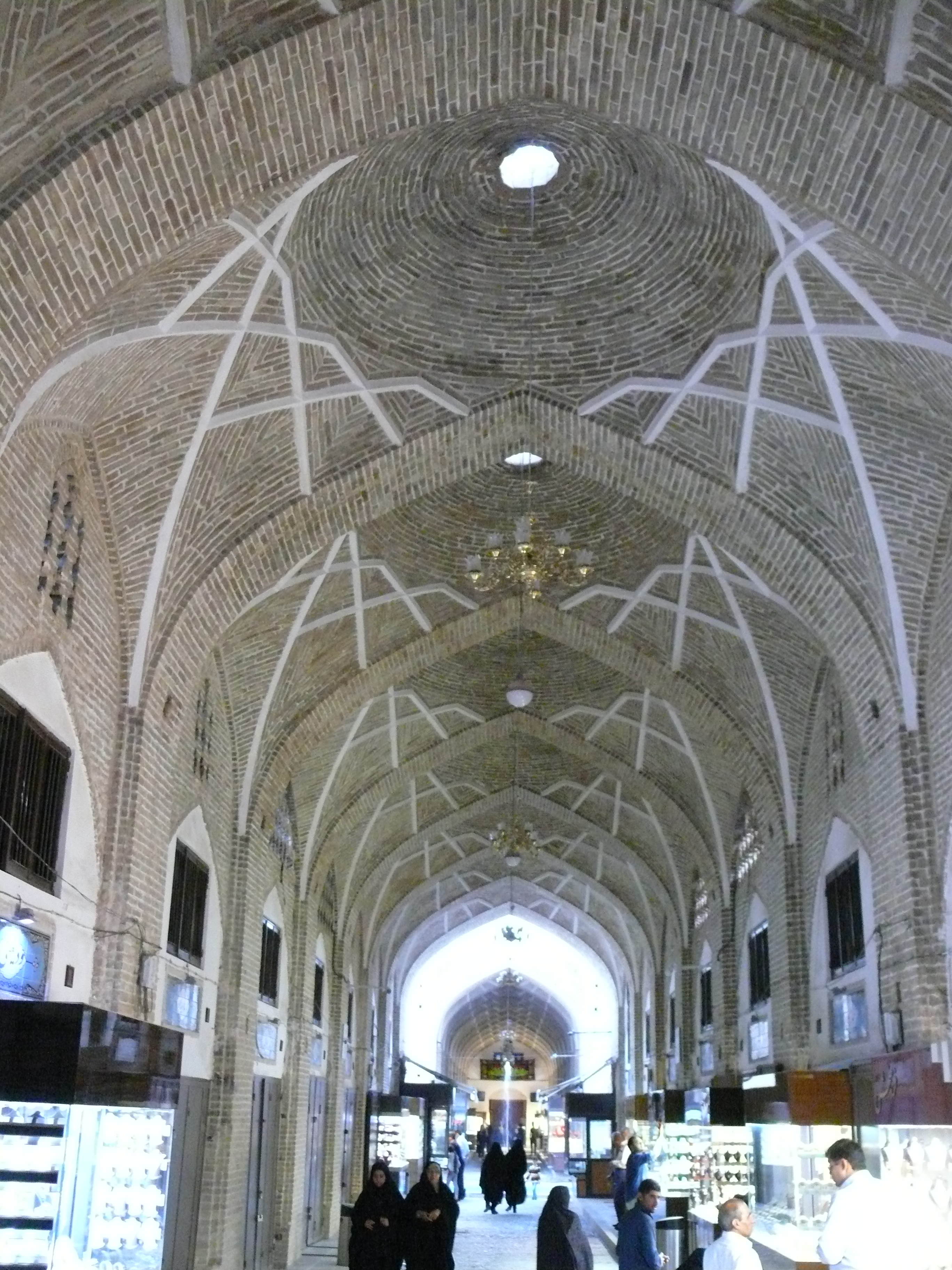
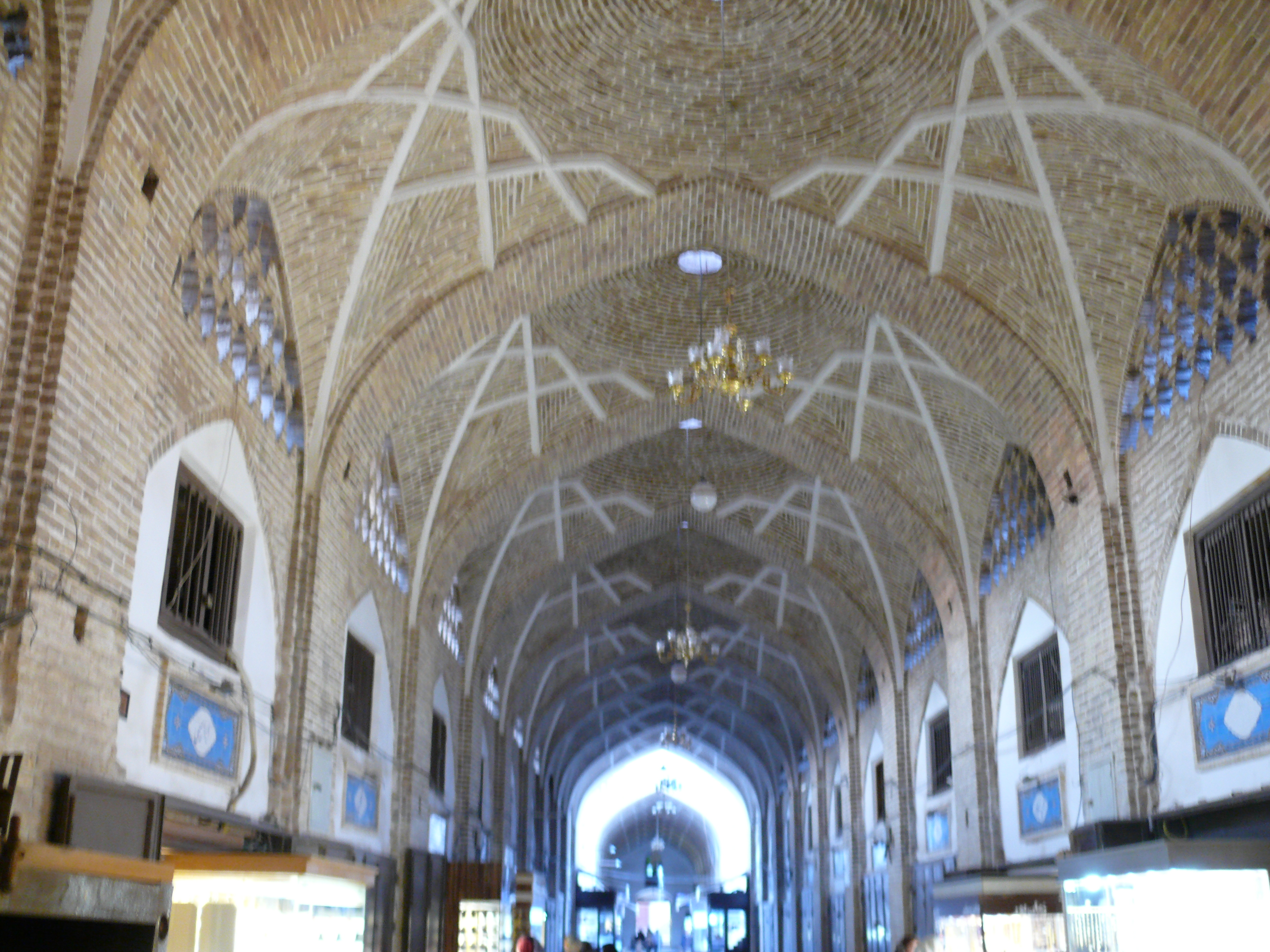
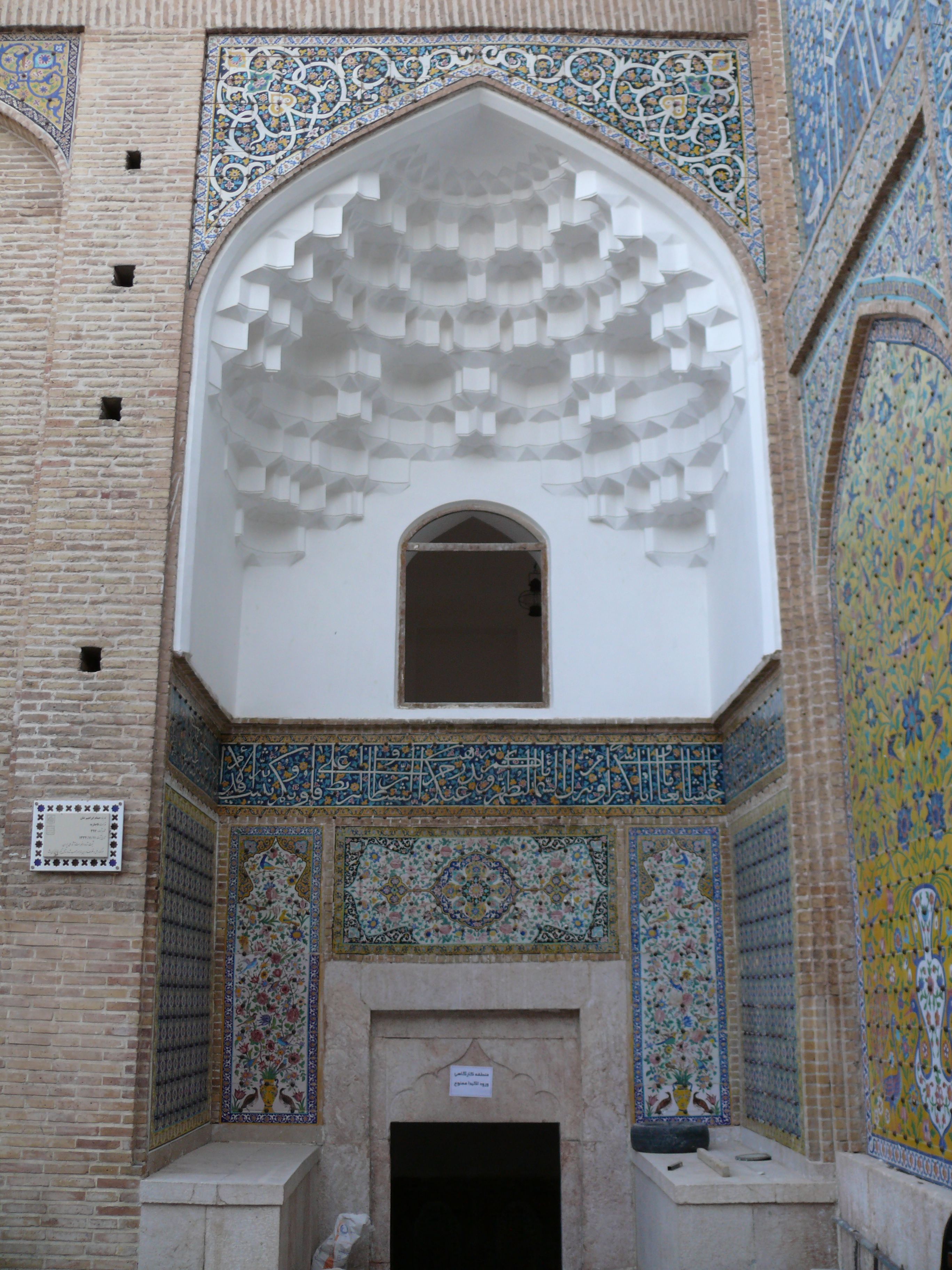
ورودی حمام